# Polyrhachis longipes
Polyrhachis longipes är en myrart som beskrevs av Smith 1859. Polyrhachis longipes ingår i släktet Polyrhachis och familjen myror. Inga underarter finns listade i Catalogue of Life.